# Фикараци (Катанија)
Фикараци (итал. Ficarazzi) је насеље у Италији у округу Катанија, региону Сицилија.
Према процени из 2011. у насељу је живело 16 становника. Насеље се налази на надморској висини од 219 м.